# Европски хрчак
Европски хрчак (лат. Cricetus cricetus) је номинотипска врста хрчка.

## Распрострањење
Ареал европског хрчка обухвата већи број држава. Врста има станиште у Русији, Украјини, Пољској, Немачкој, Казахстану, Бугарској, Румунији, Србији (у Војводини и јужном ободу Панонске низије), Холандији, Белгији, Кини, Мађарској, Белорусији, Холандији, Словачкој, Словенији, Чешкој, Хрватској, Аустрији, Грузији и Луксембургу.

## Станиште
Станишта обичног хрчка су травна вегетација и речни екосистеми.

## Угроженост
Ова врста је наведена као последња брига, јер има широко распрострањење и честа је врста.